# Эзе-сюр-Сен
Эзе́-сюр-Сен (фр. Aisey-sur-Seine) — коммуна во Франции, находится в регионе Бургундия. Департамент коммуны — Кот-д’Ор. Входит в состав кантона Шатийон-сюр-Сен. Округ коммуны — Монбар.
Код INSEE коммуны — 21006.

## Население
Население коммуны на 2010 год составляло 225 человек.
| 1962 | 1968 | 1975 | 1982 | 1990 | 1999 | 2010 |
| ---- | ---- | ---- | ---- | ---- | ---- | ---- |
| 252  | 219  | 150  | 147  | 172  | 196  | 225  |

## Экономика
В 2010 году среди 117 человек трудоспособного возраста (15—64 лет) 79 были экономически активными, 38 — неактивными (показатель активности — 67,5 %, в 1999 году было 60,2 %). Из 79 активных жителей работали 65 человек (36 мужчин и 29 женщин), безработных было 14 (7 мужчин и 7 женщин). Среди 38 неактивных 11 человек были учениками или студентами, 13 — пенсионерами, 14 были неактивными по другим причинам.